# Paavo Väyrynen
Paavo Väyrynen, född 2 september 1946 i Kemi landskommun, är en finländsk statsvetare och politiker. Han är politices doktor och docent i internationella relationer vid Lapplands universitet i Rovaniemi.
Väyrynen har bland annat varit partiordförande för Centern 1980–1990, minister i fler regeringar, varav flera gånger utrikesminister och i två omgångar Europaparlamentariker. Han var presidentkandidat 1988, 1994, 2012 och 2018, de tre första gångerna som Centerns kandidat och sist som oberoende kandidat genom en valmansförening, varvid han erhöll fler röster än Centerns officiella kandidat Matti Vanhanen. Inför 2024 års presidentval avsåg han också att kandidera, men den gången lyckades hans valmansförening inte samla det nödvändiga stödet i form av tillräckligt många namnunderskrifter.
År 2016 grundade han Medborgarpartiet (fi. Kansalaispuolue) men lämnade detta 2018 då han planerade att delta i Centerns ordförandeval. Väyrynen lämnade därefter Centern och sin plats i Europaparlamentet 2018, men återvände samma år som riksdagsledamot på ett mandat han vunnit vid valet 2015. Hans nya parti Sjustjärnerörelsen (fi. Seitsemän tähden liike) infördes i partiregistret i december 2018. I riksdagsvalet 2023 ställde han upp för Centern men blev inte invald.

## Politisk karriär
- Riksdagsman 1970–2003, 2007–2011, 2018–2019
- Undervisningsminister 1975–1976
- Arbetskraftsminister 1976–1977
- Utrikesminister 1977–1982, 1983–1987 och 1991–1993
- Partiledare för Centern 1980–1990
- Presidentkandidat för Centern 1988, 1994 och 2012, fristående presidentkandidat 2018
- Ledamot av Europaparlamentet 1995–2007 och 2014–2018
- Utrikeshandels- och utvecklingsminister 2007–2011

## Utmärkelser
- Storkorset av isländska falkorden,  10 augusti 1977[11]
- Storkorset av Isabella den katolskas orden,  9 december 1978[12]
- Militärens förtjänstmedalj,  4 juni 1984[13]
- Kommendörstecknet av Finlands Vita Ros’ orden,  6 december 1984[14]
- Uppgående solens orden, första klass,  1986[15]
- Storkorset av Finlands Lejons orden,  6 december 1987[16]
- San Marinos orden[17]
- Stort hederstecken i guld med band av Österrikiska republikens förtjänstorden[18]
- Jugoslaviska fanans orden med band[17]
- Storkorset av Nationalförtjänstorden[17]
- Storkors av Dannebrogorden[17]
- San Carlos-orden[17]
- Förbundsrepubliken Tysklands förtjänstorden - storkors[19]
- Storkors av Fenixorden[18]
- Storofficer av Hederslegionen[19]
- Storkors av Sankt Olavs orden[19]
- Storkors av Sankta Agatas orden[20]

[Redigera Wikidata]